# Onion Johnny

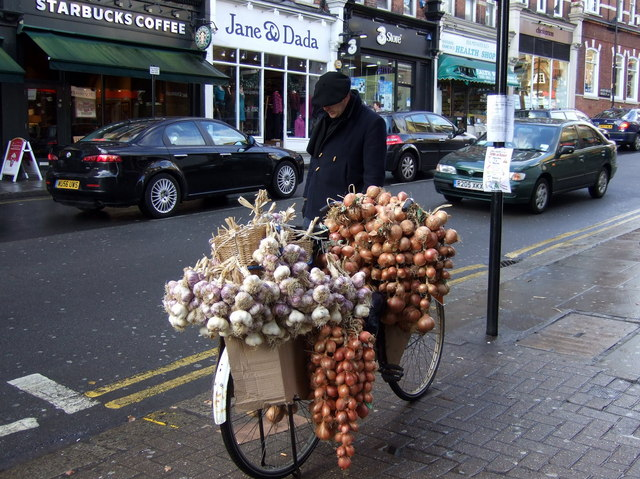
„Onion Johnny” z rowerem obładowanym cebulą w Londynie

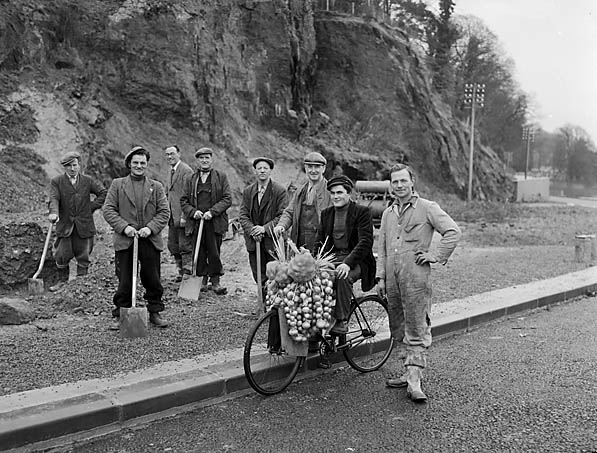
Sprzedawca cebuli pochodzący z Roscoff pozujący do zdjęcia z robotnikami drogowymi w Walii (1958)

Onion Johnny (liczba mnoga Johnnies, bret. Johnniged) – pseudonim bretońskich obwoźnych handlarzy cebuli, którzy sprzedawali to warzywo na terenie Wielkiej Brytanii.
Szczytowym okresem ich działalności była pierwsza połowa XX wieku. Na ich bazie powstało popularne wśród Brytyjczyków wyobrażenie stereotypowego Francuza, noszącego beret i koszulę w paski, poruszającego się na rowerze, obwieszonym warkoczami cebuli.

## Historia
Bretońscy handlarze cebuli pojawili się w Wielkiej Brytanii w XIX wieku. Za pierwszego uznawany jest Henri Ollivier, warzywnik z Roscoff, który odbył podróż przez kanał La Manche wraz z ładunkiem cebuli, z zamiarem jej sprzedaży od drzwi do drzwi, w 1828 roku. Przedsięwzięcie okazało się wysoce opłacalne, toteż w kolejnych latach podejmowała się jego coraz to większa liczba robotników rolnych i właścicieli niewielkich gospodarstw rolnych, poszukujących źródeł dodatkowego dochodu. Handlarze specjalizowali się w sprzedaży słodkiej różowej cebuli, która uprawiana była w Bretanii od XVII wieku. Odmiana ta sprowadzona została tam z Portugalii przez kapucynów. Ze względu na walory smakowe, cieszyła się dużym uznaniem wśród brytyjskich gospodyń domowych. Od 2009 roku odmiana ta, zwana Oignon de Roscoff, objęta jest ochroną jako produkt regionalny w ramach francuskiego systemu Appellation d’origine contrôlée (AOC), a od 2013 roku także unijnego Chroniona Nazwa Pochodzenia (ChNP, fr. AOP, Appellation d’origine protégée).
Cebule eksportowane były pierwotnie przy użyciu małych statków żaglowych – szkunerów i tak zwanych dundée, operujących między innymi z portów w Paimpol, Perros-Guirec i Pleubian. Ta metoda transportu stosowana była do wybuchu II wojny światowej, wyparta przez promy o napędzie mechanicznym. Na terenie Wielkiej Brytanii cebule przechowywane były w wynajmowanych magazynach i stodołach, które stanowiły też miejsce zakwaterowania dla pracowników. Handlarze zorganizowani byli w spółki, zatrudniające do 60 osób. Po 1920 roku były to z reguły mniejsze przedsięwzięcia, liczące do 10 pracowników. Spędzali oni na terenie Wielkiej Brytanii najczęściej sześć miesięcy, w okresie od lipca do stycznia. Sprzedawcami byli często młodzi chłopcy, którzy rozpoczynali pracę w wieku 12–14 lat. Cebule splatano w trzy- lub czterokilogramowe warkocze, które zawieszano na drążku przenoszonym na ramieniu. W latach 30. XX wieku wielu sprzedawców podróżowało rowerem, do którego zaczepiano nawet 150 kilogramów cebuli. W późniejszych latach coraz częściej korzystali oni z samochodów ciężarowych.
Import bretońskiej cebuli do Wielkiej Brytanii ucierpiał w następstwie wielkiego kryzysu (1929), wzmożonego protekcjonizmu brytyjskiego i dewaluacji funta. Kolejne ograniczenia wprowadzone zostały przez rząd brytyjski po II wojnie światowej, między innymi poprzez zmuszenie sprzedawców do zakładania spółek handlowych. Z racji wykonywanego zawodu handlarzom nie przysługiwały świadczenia społeczne, które wprowadzone zostały we Francji po zakończeniu wojny, między innymi zasiłki chorobowe i emerytury. Do 1973 roku liczba „Johnnies” zmalała do 160. W 2008 roku odnotowano ich 15. Według artykułu w The Connexion z 2022 roku ostatni tradycyjny „Onion Johnny” zakończył działalność w następstwie Brexitu i epidemii COVID-19.
W Roscoff znajduje się poświęcone im muzeum.

## Wizerunek
„Onion Johnnies” często nosili beret, niegdyś popularne nakrycie głowy francuskiego chłopstwa. Nierzadko ubrani byli w koszulę w paski w kolorze biało-czarnym lub biało-niebieskim, pierwotnie element tradycyjnego ubioru bretońskich rybaków. Przed upowszechnieniem się podróży zagranicznych styczność z „Onion Johnnies” była dla wielu Brytyjczyków jedyną okazją do kontaktu z ludnością francuską. Ich charakterystyczny ubiór, w połączeniu z obładowanym cebulami rowerem, dał początek popularnemu w Wielkiej Brytanii stereotypowemu wyobrażeniu typowego Francuza. Z czasem zakorzenił się on także w innych krajach, między innymi Stanach Zjednoczonych i Japonii. Motyw handlarzy cebuli pojawił się między innymi w brytyjskim serialu komediowym ’Allo ’Allo!.
Imię „Johnny”, którym Brytyjczycy zwykli nazywać handlarzy, mogło wynikać z rozpowszechnieniu wśród Bretończyków imienia Jean, bądź popularnego w Wielkiej Brytanii metonimu Johnny Foreigner, oznaczającego obcokrajowca.